# Kiss of Death (album Jadakissa)
Kiss of Death – drugi studyjny album amerykańskiego rapera Jadakissa. Został wydany 22 czerwca, 2004 roku. Zadebiutował na 1. miejscu notowania Billboard 200. Kompozycja została zatwierdzona jako złoto przez RIAA ze sprzedażą ponad 934.000 egzemplarzy.

## Lista utworów
| Nr | Tytuł               | Goście              | Producent                | Czas |
| -- | ------------------- | ------------------- | ------------------------ | ---- |
| 1  | Intro               |                     | DJ Green Lantern         | 1:13 |
| 2  | What You So Mad At? |                     | Black Key                | 3:37 |
| 3  | Shine               | Snoop Dogg, DJ Quik | Jelly Roll               | 5:00 |
| 4  | Bring You Down      |                     | Neo Da Matrix            | 3:39 |
| 5  | Time's Up           | Nate Dogg           | Scott Storch             | 3:36 |
| 6  | Why                 | Anthony Hamilton    | Havoc                    | 4:00 |
| 7  | U Make Me Wanna     | Mariah Carey        | Scott Storch             | 4:53 |
| 8  | Hot Skit            |                     | L. Troutman, R. Troutman | 0:18 |
| 9  | Hot Sauce to Go     | Pharrell Williams   | The Neptunes             | 3:56 |
| 10 | Real Hip Hop        | Sheek Louch         | Swizz Beatz              | 2:57 |
| 11 | Shoot Outs          | Styles P            | Elite                    | 4:18 |
| 12 | Still Feel Me       |                     | The Alchemist            | 2:42 |
| 13 | By Your Side        |                     | Baby Grand               | 3:51 |
| 14 | Gettin' It In       | Kanye West          | Kanye West               | 3:37 |
| 15 | Air It Out          |                     | Neo Da Matrix            | 4:03 |
| 16 | Welcome to D-Block  | Eminem, D-Block     | Eminem                   | 4:25 |
| 17 | Kiss Of Death       | Styles P            | Red Spyda                | 3:12 |
| 18 | I'm Goin Back       | Nesha               | Black Key                | 3:37 |

## Sample
Why
- "Mandrake" - Gong

Real Hip Hop
- "Do Do Wap Is Strong In Here" - Curtis Mayfield

By Your Side
- "I'd Find You Anywhere" - Creative Source

Gettin' It In
- "Facade" - Melba Moore

Hot Skit
"I Wanna Be Your Man" - Roger Troutman